# Город-призрак (фильм, 1988)
«Город-призрак» (англ. Ghost Town) — американский вестерн ужасов 1988 года, снятый режиссёром Ричардом Говернором.

## Сюжет
Дочь влиятельного человека Кейт Барретт убегает из-под венца и движется на своём кабриолете по шоссе в Аризоне. Рухнувший телеграфный столб заставляет её свернуть с шоссе на просёлочную дорогу, где у неё глохнет автомобиль. Выйдя из машины, Кейт дивит быстро движущееся прямо на неё большое облако пыли. Спустя мгновение из облака появляется всадник, который похищает девушку. Отправившись на поиски пропавшей девушки, помощник шерифа Лэнгли попадает в город-призрак, населённый персонажами 19 века, главный из которых — терроризирующий город злодей Девлин. От местной жительницы шериф узнаёт о том, что злодей Девлин заключил сделку с Сатаной, и теперь он удерживает души жителей города, обрекая их на вечную жизнь на земле. Для того чтобы уничтожить город, помощник шерифа Лэнгли должен убить злодея Девлина, у которого находилась в плену пропавшая Кейт…

## В ролях
- Фрэнк Луз — помощник шерифа Лэнгли
- Кэтрин Хикленд — Кейт Барретт
- Джимми Скэггз — Девлин
- Пенелопа Уиндуст — Грейс
- Брюс Гловер — дилер
- Зитто Казанн[пол.] — кузнец
- Блейк Конвей — шериф города-призрака Харпер
- Лора Шефер — Этта
- Майкл Олдридж — шериф Бубба

## Съёмочная группа
- Режиссёр: Ричард Говернор
- Продюсеры: Дж. Ларри Кэрролл, Чарльз Бэнд
- Сценаристы: Дэвид Шмёллер, Дьюк Сэндфер
- Оператор: Мак Альберг
- Композитор: Харви Коэн

## Награды и номинации
- Fantasporto — награда и номинация[2]